# Саначёв, Михаил Данилович
Михаи́л Дани́лович Саначев (8 ноября 1916, деревня Петухи, ныне Верещагинский район, Пермская область — 6 августа 1986, Балашиха, Московская область) — командир роты 94-го танкового батальона 51-й танковой бригады 3-го танкового корпуса 2-й танковой армии, 2-го Украинского фронта, старший лейтенант, Герой Советского Союза.

## Биография
Родился 8 ноября 1916 года в крестьянской семье. Русский. Окончил техникум механизации сельского хозяйства. Работал на Осинской МТС техноруком, директором.
В Красной Армии с 1939 года. Участник Великой Отечественной войны с 1941 года. Он окончил курсы в Харькове и служил механиком-водителем новейшего танка Т-34. Его часть дислоцировалась в районе города Львов и одной из первых вступила в бой с немцами в начале Великой Отечественной войны. С сентября 1941 года Саначев служил в 15-я танковой бригаде Южного фронта. Он участвовал в Донбасской оборонительной операции у города Дебальцево, в боях в Барвенковском выступе. В марте 1942 года его бригада сражалась у городов Славянск и Краматорск - танк Саначева два раза подбивали, но после ремонта он вновь отправлялся в бой, уничтожив вражеский танк и до 20 гитлеровцев. Через пару месяцев они обзавелась новыми танками - и вновь отправились в бой. Уже на Северном Кавказе танк Саначева был подбит, а он сам легко ранен. Вскоре Саначёв вступил в партию большевиков, получил звание политрука и был назначен политруком танковой роты. В конце октября 1942 года бригаду Саначева перебросили в Северную Осетию – враг подходил к городу Орджоникидзе (ныне – Владикавказ). Город удалось отстоять, а потом уже наступали советские войска. Саначев участвовал в изгнании немецких войск с Кавказа и освобождении города Ставрополь.
А в феврале 1943 года его направили на учёбу в Соликамское танковое училище. В ноябре 1943 года, уже в звании лейтенанта, Михаил Саначев был направлен в город Нижний Тагил, где лично участвовал в сборке своего танка Т-34 и в декабре 1943 года убыл с ним на 1-й Украинский фронт. Его назначили командиром танкового взвода 51-й танковой бригады 2-й танковой армии. 
Старший лейтенант Саначев участвовал с 5 по 22 марта 1944 года в освобождении многих населённых пунктов, в том числе городов Умань, Ямполь, форсировал реку Днестр. Особенно отличился экипаж Михаила Саначева в Уманско-Ботошанской наступательной операции. На прорыв вражеской обороны советские танкисты пошли в районе села Чижовка Звенигородского района Кировоградской области 5 марта 1944 года. Саначев, находясь в ведущем танке, огнём из пушки и пулемёта расчищал путь пехоте, лично раздавив орудие противника. Ещё одну пушку его экипаж уничтожил метким выстрелом.
На станции Поташ старший лейтенант Саначев получил приказ возглавить разведотряд и прорваться к городу Умань, захватить переправу через реку Паланка и удерживать её до подхода главных сил. 
Танк Саначева вёл огонь по переправе противника более двух часов, пока не показались тяжёлый танк «Тигр» и две самоходки противника. В неравной дуэли стальная машина Саначева была подожжена, но и «Тигр» тоже загорелся. Бойцы Саначева решили покинуть танк, сняли башенный пулемёт, взяли гранаты и залегли в канаве, отстреливаясь от наседавших гитлеровцев. Силы были неравны, однако четверка танкистов дружно отражала натиск врага. Но боеприпасы стали заканчиваться и Саначев скомандовал бойцам отход. Оставшись один, он прикрывал огнём боевых товарищей.
Когда танкисты прорвались к своим, Михаил Саначев укрылся в подвале дома, отстреливаясь сначала из автомата, потом из пистолета. Фашисты обнаружили подвал, где скрывался Саначев и предложили ему сдаться в плен, обещая сохранить жизнь. Но поняв, что ничего не добьются, бросили в люк несколько гранат, а потом облили дом бензином и подожгли его. Освободившие Умань советские автоматчики очень удивились, когда через три дня из подвала почти невредимым вылез танкист. Это был Михаил Саначев. Голодный, весь в крови, но – живой!
- Воскрес, герой! - приветствовал Михаила командир 51-й танковой бригады полковник С. Н. Мирвода. - Рад за тебя. Спасибо за службу.
Звание Героя Советского Союза присвоено 13 сентября 1944 года.
После войны продолжал службу в армии. В 1945 году окончил Ленинградскую высшую офицерскую школу, в 1951 году — высшую офицерскую бронетанковую школу. Продолжал службу командиром батальона. Часто, на головном танке, командовал колонной дивизии во время парадов на Красной площади. 
С 1962 по 1972 год Михаил Данилович Саначев – военный комиссар Балашихи. С 1972 года полковник Саначев — в запасе. Работал директором кинотеатра «Октябрь» в городе Балашиха Московской области. Являлся почётным гражданином города Умань. Умер в 1986 году в Балашихе.

## Память
- Памятная мемориальная доска на аллее Героев в Балашихе.